# PhotoADN
PhotoADN, ou photoDNA en anglais, est un logiciel propriétaire d'identification d'images et de filtrage de contenu largement utilisée par les fournisseurs de services en ligne (en),.

## Histoire
PhotoDNA est développé par Microsoft Research et Hany Farid (en), professeur au Dartmouth College, à partir de 2009. À partir d'une base de données d'images et de fichiers vidéo connus, il crée des hachages uniques pour représenter chaque image, qui peuvent ensuite être utilisés pour identifier d'autres instances de ces images.
La méthode de hachage repose initialement sur la conversion des images dans un format noir et blanc, en les divisant en carrés et en quantifiant l'ombrage des carrés, elle n'utilise pas la technologie de reconnaissance faciale, ni ne pouvait identifier une personne ou un objet dans l'image[réf. nécessaire]. La méthode cherche à résister aux altérations de l'image, y compris le redimensionnement et les altérations mineures de la couleur. Depuis 2015, des méthodes similaires sont utilisées pour les images vidéo (en) individuelles dans les fichiers vidéo,.
Microsoft a fait un don[Pas dans la source] la technologie PhotoDNA au projet VIC, géré et soutenu par le Centre international pour les enfants disparus et exploités (ICMEC) et utilisé dans le cadre d'opérations de criminalistique numérique (en), en stockant des "empreintes digitales" qui peuvent être utilisées pour identifier de manière unique une photo individuelle,. La base de données comprend des hachages pour des millions d'éléments.
En décembre 2014, Microsoft a mis gratuitement PhotoDNA à la disposition des organisations qualifiées dans un modèle de logiciel en tant que service via Microsoft Azure.
Dans les années 2010 et 2020, PhotoADN est mis en avant dans le cadre de propositions politiques relatives à la modération de contenus et à la censure d'Internet, notamment lors des auditions du Sénat américain (2019 sur la "responsabilité numérique", 2022 sur l'EARN IT Act ) et diverses propositions de la Commission européenne baptisées « filtres de téléchargement » par la société civile, comme les codes dits volontaires (en 2016 sur le discours de haine après les attentats de 2015 contre Charlie Hebdo, 2018 et 2022  sur la désinformation), la législation sur le droit d'auteur (principalement la directive sur le droit d'auteur dans le marché unique numérique de 2019, débattue entre 2014 et 2021), la règlementation européen contre la diffusion du terrorisme en ligne et la réglementation sur les écoutes téléphoniques sur Internet (en) (2021 "chat control").
En 2016, Hany Farid propose d'étendre l'utilisation de la technologie aux contenus liés au terrorisme. En décembre 2016, Facebook, Twitter, Google et Microsoft annoncent leur intention d'utiliser PhotoADN pour supprimer les contenus extrémistes tels que les vidéos de recrutement terroriste ou les images terroristes violentes. En 2018, Facebook déclare que PhotoADN est utilisé pour supprimer automatiquement les vidéos d'Al-Qaïda.
En 2019, des GAFAM telles que Microsoft, Facebook et Google annoncent publiquement que depuis 2017, elles exploitaient le Global Internet Forum to Counter Terrorism (en) en tant que base de données partagée de contenu à censurer automatiquement. À partir de 2021, on pensait qu'Apple utilisait NeuralHash à des fins similaires.
En 2022, le New York Times couvre l'histoire de deux pères dont les comptes Google ont été fermés après que les photos qu'ils ont prises de leur enfant à des fins médicales ont été automatiquement téléchargées sur les serveurs de Google. L'article compare PhotoADN, qui nécessite une base de données de hachages connus, avec la technologie basée sur l'IA de Google, qui peut reconnaître des images d'exploitation inédites,.

## Usage
Microsoft utilise à l'origine PhotoADN sur ses propres services, notamment Microsoft Bing et Micrsoft OneDrive. À partir de 2022, PhotoADN est largement utilisé par les fournisseurs de services en ligne pour leurs travaux de modération de contenu,, y compris Gmail de Google, Twitter, Facebook, Adobe Systems, Reddit, Discord.
La UK Internet Watch Foundation, qui a compilé une base de données de référence des signatures PhotoADN, aurait eu plus de 300 000 hachages de matériel connu d'exploitation sexuelle d'enfants[réf. nécessaire]. Une autre source de la base de données était le National Center for Missing & Exploited Children,.
PhotoADN est largement utilisé pour supprimer du contenu, désactiver des comptes et signaler des personnes. En 2021, Google aurait à lui seul déposé 600 000 signalements pédopornographique et aurait désactivé les comptes de plus de 270 000 utilisateurs.